# White Christmas
"White Christmas" er titlen på en julemelodi skrevet af Irving Berlin i 1941 til filmen Holiday Inn (dansk: Den glade kro). Sangen blev sunget i filmen og indspillet på plade af Bing Crosby.
Første gang "White Christmas" blev sunget offentligt var juledag 1941, hvor Bing Crosby sang sangen i sit NBC radio-show The Kraft Music Hall. "White Christams" med Bing Crosby er den bedst sælgende singleplade nogensinde med et anslået salgstal på ikke under 50 millioner eksemplarer verden over.
Sangen fik i 1942 en Oscar for bedste sang.

## Elvis Presleys versioner
"White Christmas" kom i Elvis Presleys version i november 1957, hvor den var et af numrene på Presleys første julealbum, Elvis' Christmas Album. Elvis indspillede sangen hos Radio Recorders i Hollywood den 6. september 1957.
I 2008 udgav RCA en CD med titlen Christmas Duets. Denne rummer en række af kendte julesange i Elvis Presleys fortolkning, men re-mixet, således at hvert nummer er ændret til en duet. På denne CD er "White Christmas" i en version, hvor Elvis synger duet med Amy Grant.

## Andre versioner
Blandt de mange som herudover har indspillet "White Christmas" er bl.a.:
- Frank Sinatra
- Ernest Tubb
- Jim Reeves
- Doris Day
- Dean Martin
- The Supremes
- Shu-bi-dua havde lavede en dansk version af sangen med egen tekst, kaldet "Rap jul", på deres selvbetitlede debutalbum fra 1974.

## Hitlister og certificeringer
| Hitlister (1942–2018)             | Placering placering |
| --------------------------------- | ------------------- |
| Danmark (Track Top-40)            | 27                  |
| Holland (Single Top 100)          | 4                   |
| Norge (VG-lista)                  | 6                   |
| Schweiz (Schweizer Hitparade)     | 56                  |
| Sverige (Sverigetopplistan)       | 8                   |
| Tyskland (Official German Charts) | 53                  |

| Land                                                                                                 | Certificering | Salg       |
| --- | ------------- | ---------- |
| Danmark (IFPI Danmark)                                                                               | Guld          | 5.000^     |
| Sverige (GLF)                                                                                        | Platin        | 50.000x    |
| Storbritannien (BPI)                                                                                 | Sølv          | 250.000^   |
| USA (RIAA)                                                                                           | Platin        | 2.000.000^ |
| ^Forsendelsestal baseret på certificering alene. xUspecificerede tal baseret på certificering alene. |               |            |